# 크리피: 일가족 연쇄 실종 사건
《크리피: 일가족 연쇄 실종 사건》(クリーピー)는 2016년 공개된 일본의 공포 영화이다.

## 출연
- 니시지마 히데토시 - 다카쿠라
- 다케우치 유코 - 야스코
- 카가와 테루유키 - 니시노
- 카와구치 하루나
- 히가시데 마사히로 - 노가미
- 후지노 료코
- 토다 마사히로
- 바바 토오루
- 사이쇼 미사키
- 사사노 타카시